# 英連邦太平洋航空
英連邦太平洋航空（えいれんぽうたいへいようこうくう、英語：British Commonwealth Pacific Airlines 略称 BCPA）とは、かつて第二次世界大戦後に運航されていた航空会社である。

## 概要
1946年6月にオーストラリアと北アメリカを結ぶ航空路を運航する目的で設立された。設立はオーストラリアのニューサウスウェールズ州で行われたが、本社はシドニーにおかれた。
出資者は英連邦に所属するイギリス政府とオセアニア諸国の政府であり、その割合は、オーストラリア(50%)、ニュージーランド(30%)、および イギリス(20%)であった。
運航便のルートは、シドニー - オークランド - フィジー - ハワイ - サンフランシスコ - バンクーバーであり、後にはメルボルンへも就航した。
最初、BCPAはオーストラリアナショナル航空のダグラス DC-4による運航を委託しており、1946年9月15日に就航便がシドニーから出発した。
1948年後半には、BCPAはDC-6を受領し運航していたが、1953年10月29日に天才ピアニストと呼ばれたウィリアム・カペルが巻き込まれた航空事故をサンフランシスコで起こしたため経営難に陥り、1954年5月に解散した。
BCPAが最後まで保有していた3機のDC-6はTEAL(現在のニュージーランド航空)に売却し、航空路はカンタス航空に移管された。

## 関連事項
- 英連邦太平洋航空304便墜落事故